# Leptostylus leucanthes
Leptostylus leucanthes är en skalbaggsart som beskrevs av Bates 1880. Leptostylus leucanthes ingår i släktet Leptostylus och familjen långhorningar. Inga underarter finns listade i Catalogue of Life.